# Eliana Jones
Eliana Jones (* 28. Oktober 1997 in Toronto, Ontario) ist eine kanadische Schauspielerin.

## Karriere
Eliana Jones kam durch einen Schauspielkurs an ihrer Schule, bei dem sie von ihrer Mutter angemeldet wurde, erstmals mit der Schauspielerei in Kontakt. Nachdem sie parallel sechs Jahre lang turnte, nahm sie professionellen Schauspielunterricht. 2010 übernahm sie in der Fernsehserie Nikita die Rolle der jungen Alex. Bekannt wurde sie für die Rolle der Alexa Sworn in der Fernsehserie Hemlock Grove (2013).

## Persönliches
Jones ist die jüngere Schwester des kanadischen DJ und Produzenten Julian Dzeko.

## Filmografie (Auswahl)
Filme
- 2013: Zwei Helden auf acht Pfoten (Step Dogs)
- 2013: Port Hope (Fernsehfilm)
- 2016: Double Mommy (Fernsehfilm)
- 2016: The Swap (Fernsehfilm)
- 2017: Neverknock (Fernsehfilm)
- 2018: Nomis – Die Nacht des Jägers (Night Hunter)
- 2022: Follow Her
- 2022: Lamborghini: The Man Behind the Legend

Fernsehserien
- 2010–2012: Nikita (9 Folgen)
- 2012: Skatoony (Folge 2x02)
- 2013: Hemlock Grove (8 Folgen)
- 2013: Lost Girl (2 Folgen)
- 2014–2016: Saving Hope (4 Folgen)
- 2014–2016: Mein Comic-Bruder Luke (The Stanley Dynamic, 18 Folgen)
- 2016: Backstage (2 Folgen)
- 2017: Supergirl (Folge 3x06)
- 2017–2022: Heartland – Paradies für Pferde (Heartland, 7 Folgen)
- 2019: Northern Rescue (8 Folgen)
- 2021: Acapulco (2 Folgen)
- 2022–2025: Shoresy (6 Folgen)